# Glaucip
Glaucip (en llatí Glaucippus, en grec antic Γλαύκιππος) fou un retòric atenenc fill de l'orador Hipèrides.
Plutarc diu que va escriure diversos discursos, un d'ells contra Foció. Sèneca va preservar un fragment d'un orador de nom Glaucip que cal pensar que era la mateixa persona. De Glaucip en parlen Ateneu de Naucratis, Suides i Foci.